# R.O.O.T.S.
R.O.O.T.S. är den amerikanske rapparen Flo Ridas andra studioalbum, släppt 30 mars 2009, med låtar som bland annat Right Round och Sugar. Namnet är en akronym för "Route of Overcoming the Struggle."

## Låtlista
| Nr           | Titel                      | Kompositör | Producer(s)                                           | Längd |
| ------------ | -------------------------- | --- | ----------------------------------------------------- | ----- |
| 1.           | Finally Here               | Tramar Dillard, R. Spears, Sly Jordan | Mark "Sounwave" Spears, Christopher "Spitfiya" Lanier | 4:03  |
| 2.           | Jump (feat. Nelly Furtado) | Tramar Dillard, Mike Caren, Travis Barker, Oliver Goldstein, Nelly Furtado, Olige E. Dean                                                                          | Mike Caren, Olige, co-producent: Travis Barker        | 3:28  |
| 3.           | Gotta Get It               | Tramar Dillard, Mike Caren, Oliver Goldstein, Mark Knopfler | Mike Caren, Oligee                                    | 4:00  |
| 4.           | Shone (feat. Pleasure P)   | James Scheffer, Rico Love, Tramar Dillard, Andre Harris, Vidal Davis, Rex Zamor                                                                                    | Jim Jonsin, Dre & Vidal                               | 4:24  |
| 5.           | Right Round (feat. Ke$ha)  | Tramar Dillard, Lukasz Gottwald, Allan Grigg, Justin Franks, Philip Lawrence, Bruno Mars, Aaron Bay-Schuck, Peter Burns, Stephen Coy, Michael Percy, Timothy Lever | Dr. Luke, Kool Kojak                                  | 3:25  |
| 6.           | R.O.O.T.S.                 | Tramar Dillard, Jean Borges | JRock                                                 | 3:45  |
| 7.           | Be on You (feat. Ne-Yo)    | Tramar Dillard, Shaffer Smith, Mikkel Storleer Eriksen, Tor Erik Hermansen                                                                                         | Stargate, co-producent: Ne-Yo                         | 4:03  |
| 8.           | Mind On My Money           | Tramar Dillard, Eric Hudson, Noel Fisher | Eric Hudson                                           | 3:32  |
| 9.           | Available (feat. Akon)     | Tramar Dillard, William Adams, Aliaune Thiam, Harold Clayton, Sigidi Abdullah                                                                                      | will.i.am                                             | 4:25  |
| 10.          | Touch Me                   | Tramar Dillard, Lukasz Gottwald, Benjamin Levin | Dr. Luke, Benny Blanco                                | 3:11  |
| 11.          | Never                      | Tramar Dillard, Nathan Perez | Happy Perez                                           | 4:22  |
| 12.          | Sugar (feat. Wynter)       | Tramar Dillard, Montay Humphrey, Carlos Battey, Steven Battey, Maurizio Lobina, Gianfranco Randone, Massimo Gabutti, Mike Caren                                    | DJ Montay, Mike Caren                                 | 4:12  |
| 13.          | Rewind (feat. Wyclef Jean) | Tramar Dillard, Theron Thomas, Timothy Thomas, Wyclef Jean, Maurice Carpenter, Leigh Elliott, Johnny Mollings, Lenny Mollings                                      | The Inkredibles                                       | 4:29  |
| Total längd: | Total längd:               | Total längd: | Total längd:                                          | 51:00 |